# Хрущов Сергій Микитович
Сергій Микитович Хрущов (2 липня 1935, Москва — 18 червня 2020) — радянський конструктор та вчений в галузі ракетно-космічної техніки, американський політолог-мемуарист, син 1-го секретаря ЦК КПРС та голови Радянського уряду Микити Хрущова; доктор технічних наук, професор. З 1990 року в еміграції в США, мав російське і американське громадянство.

## Біографія та кар'єра в СРСР
- 1952 — закінчив із Золотою медаллю московську школу № 110 (школа для дітей радянської партійної еліти).
- 1952—1958 — навчався на факультеті спеціального приладобудування Московського енергетичного інституту (фах «Системи автоматичного регулювання»).
- 1958—1968 — працював в ОКБ Челомея, доріс до посади заступника начальника відділу.

## Життя у США
- 1990 — науковий співробітник Інституту політики, Факультет керування ім. Дж. Кеннеді Гарвардського університету.
- 1991—1996 — старший гостевий викладач в Інституті інтернаціональних досліджень ім. Томаса Дж. Ватсона.
- з 1996 — тамож, старший науковий співробітник.
- У липні 1999 в урочистій обстановці, в залі однієї з католичних шкіл у Провіденсі одержав громадянство США разом з 242 іншими охочими.

## Сім'я
- Батько — Хрущов Микита Сергійович (1894—1971)
- Мати — Хрущова Ніна Петрівна (1900—1984)
- Брат — Хрущов Леонід Микитович (1917—1943), військовий льотчик.
- Сестра — Хрущова Юлія Микитівна (1916—1981), дружина директора київської опери Віктора Гонтаря.
- Сестра — Аджубей Рада Микитівна (1929—2016), радянський журналіст, публіцист.
- Сестра — Хрущова Олена Микитівна (1937—1972)
- Син — Хрущов Микита Сергійович (1959—2007), радянський та російський журналіст («Московські новини»).

## Премії, нагороди, почесні звання
- Герой Соціалістичної Праці (1963)
- Ленінська премія
- член Російського товариства інформатики (1990)
- член International Academy of Information (1993)
- член Російської космічної академії (1994)

## Публікації
- Krushchev Remembers (1970)
- Krushchev Remembers: Last Testament (1974)
- Khrushchev Remembers: Tapes of Glasnost (1990)